# Aleksandrs Jakimovs
Aleksandrs Jakimovs (ros. Александр Якимов, Aleksandr Jakimow; ur. 1 października 1961 w miejscowości Abaj w Kazachstanie) – łotewski prawnik, poeta i polityk rosyjskiego pochodzenia, od 2010 poseł na Sejm.

## Życiorys
Urodził się w Kazachstanie, choć matka pochodziła z Lucynu, a ojciec z Tatarstanu. Po matce ma częściowo polskie korzenie. W wieku ośmiu lat wraz z matką przyjechał do Łatgalii. W 1988 ukończył studia prawnicze w Łotewskim Uniwersytecie Państwowym, następnie zaś z dziedziny literatury pięknej w Instytucie Literatury im. Gorkiego w Moskwie (1995). Pracował jako sędzia w rejonowym sądzie ludowym w Lucynie, następnie zaś praktykował jako adwokat. W 2009 uzyskał mandat radnego rady okręgowej w Lucynie z listy Centrum Zgody. W 2010 został wybrany posłem na Sejm w Łatgalii, w związku z czym zawiesił praktykę adwokacką. W wyborach w 2011 uzyskał reelekcję.
Jest poetą, a także autorem publikacji z dziedziny literatury. Wydał antologię rosyjskiej poezji w Łatgalii („Latgales krievu poēzija”/„Russkaja poezija Łatgalii”; 2010), publikował w pismach „Ludzas Zeme” i „Rēzeknes Panorāma”. Należy do Międzynarodowego Stowarzyszenia Prozaików i Publicystów.
Jest kawalerem, ma syna.